# Проскуряков, Иван Герасимович
Ива́н Гера́симович Проскуряко́в (1923—2003) — советский военный. Участник Великой Отечественной войны. Герой Советского Союза (1945). Гвардии старший лейтенант.

## Биография
Иван Герасимович Проскуряков родился 24 июня 1923 года в деревне Мало-Могильной в крестьянской семье. Русский. По окончании средней школы поступил в Омский речной техникум. Одновременно стал заниматься в городском аэроклубе. По завершении программы подготовки на самолёте У-2 Иван Герасимович сделал выбор в пользу авиации, и в мае 1940 года по направлению военкомата поступил в военную авиационную школу пилотов. Но стать военным лётчиком ему помешало здоровье. В начале 1942 года после тяжёлой болезни И. Г. Проскуряков был признан негодным к лётной службе и уволен из армии. Иван Герасимович вернулся в родные места. Работал инструктором в Любинском райфинотделе. В конце 1942 года он всё же прошёл медицинскую комиссию, и в декабре 1942 года был призван в ряды Рабоче-крестьянской Красной Армии Любинским районным военкоматом Омской области. Прошёл военную подготовку на базе запасного танкового полка, освоил воинскую специальность наводчика противотанкового ружья.
В боях с немецко-фашистскими захватчиками красноармеец И. Г. Проскуряков с 5 июля 1943 года на Центральном фронте в должности наводчика противотанкового ружья взвода противотанковых ружей 50-й танковой бригады 3-го танкового корпуса 2-й танковой армии. Боевое крещение принял в Курской битве на северном фасе Курской дуги в районе Понырей. Затем участвовал в Орловской и Черниговско-Припятской операциях. 29 сентября 1943 года И. Г. Проскуряков был тяжело ранен и эвакуирован в госпиталь. После излечения его направили на курсы младших лейтенантов. По окончании учёбы в апреле 1944 года младший лейтенант Проскуряков вернулся в часть, в которой он начал свой боевой путь, и был назначен командиром взвода противотанковых ружей 50-й танковой бригады. После разгрома немецко-фашистских войск в Уманско-Ботошанской операции 3-й танковый корпус вступил на территорию Румынии и занял оборонительные позиции на высотах севернее Тыргу-Фрумоса, где до лета 1944 года периодически отражал контратаки немецких и румынских войск. В позиционных боях на территории Румынии младший лейтенант И. Г. Проскуряков «дрался стойко и мужественно». В районе высот 167,0 и 178,0 его взвод прочно удерживал занимаемые рубежи и пресёк все попытки противника овладеть тактически выгодными рубежами, уничтожив при этом 3 вражеские огневые точки и отразив атаку двух танков. В бою за улучшение позиций 8 июня 1944 года Иван Герасимович повёл своих бойцов в атаку, первым ворвался в немецкие траншеи, и действуя гранатами и сапёрной лопатой, уничтожил четырёх солдат противника и ещё двух взял в плен. При этом Иван Герасимович был ранен, но остался в строю.
13 июня 1944 года 2-я танковая армия была выведена в резерв Ставки Верховного Главнокомандования, и два дня спустя включена в состав 1-го Белорусского фронта. 4 июля 1944 года на базе 728-го отдельного истребительно-противотанкового дивизиона 3-го танкового корпуса был сформирован 1107-й самоходно-артиллерийский полк, и младший лейтенант И. Г. Проскуряков был переведён в его состав на должность командира взвода автоматчиков. В этом качестве Иван Герасимович участвовал в Люблин-Брестской операции стратегической операции «Багратион», в составе своего подразделения освобождал город Люблин. В ходе боёв на подступах к Праге, правобережному предместью Варшавы, взвод младшего лейтенанта И. Г. Проскурякова отразил три контратаки немцев, уничтожив до 50 вражеских солдат и офицеров. За отличие в боях приказом НКО СССР № 0376с от 20 ноября 1944 года 3-й танковый корпус был преобразован в 9-й гвардейский в составе 2-й гвардейской танковой армии, а 1107-й самоходно-артиллерийский полк 1 декабря 1944 года стал 369-м гвардейским. И. Г. Проскуряков, к началу 1945 года произведённый в гвардии лейтенанты, особо отличился во время Варшавско-Познанской фронтовой операции, составной части Висло-Одерской стратегической операции.
16 января 1945 года 369-й гвардейский самоходно-артиллерийский полк в составе своего корпуса перешёл в наступление с Магнушевского плацдарма в полосе наступления 5-й ударной армии. Взвод автоматчиков гвардии лейтенанта И. Г. Проскурякова, расположившись на броне батареи своих СУ-85, действовал в головной походной заставе. Прорвав оборону противника, самоходы с десантниками вышли к реке Пилица юго-западнее города Варка. Бойцы Проскурякова захватили мост через реку и удержали его до подхода основных сил полка. Перед частями 2-й гвардейской танковой армии была поставлена задача взять Сохачев и перерезать пути отхода варшавской группировке немецко-фашистских войск. Выполняя боевой приказ, головная батарея САУ с автоматчиками на броне стремительным маршем прошла через Груец и Мщонув, сметая вражеские заслоны и подавляя очаги сопротивления, и ворвалась в город Жирардув. Пытаясь остановить продвижение танковых частей Красной Армии, немецкие солдаты, вооружённые фаустпатронами, устраивали засады на пути следования колонн бронетехники. Автоматчики Проскурякова, очищая от противника дом за домом, произвели зачистку двух кварталов центральной улицы и обеспечили продвижение танков и самоходов к центру города. На одном из перекрёстков немцы устроили противотанковую засаду. Тяжёлое артиллерийское орудие вело огонь прямой наводкой, не давая советским танкам выдвинуться на линию огня. Иван Герасимович со своими автоматчиками обошёл немецкие позиции, и неожиданно атаковал их с тыла. Огнём автоматов и гранатами были уничтожены противотанковое орудие и 15 немецких солдат. В боях за город Жерардув Иван Герасимович был дважды ранен, но остался в строю. 17 января 1945 года, пройдя с начала операции 80 километров и истребив не менее 300 солдат и офицеров противника, взвод Проскурякова на САУ ворвался в город Сохачев и сходу вступил в бой с немецкими автоматчиками, блокировавшими батарею гвардии капитана И. П. Пиявчика. Во время многочасового боя взвод Проскурякова уничтожил свыше 40 немецких солдат и офицеров. Автоматчики также взяли в плен немецкого унтер-офицера, из показаний которого узнали, что ночью на станцию прибыли два воинских эшелона с войсками и техникой. Действуя совместно, автоматчики, артиллеристы и танкисты ворвались на станцию Сохачев в тот момент, когда туда прибывал третий эшелон, рассеяли и частично истребили вражескую пехоту, полностью уничтожили два эшелона с артиллерией, захватили 20 вагонов с военным имуществом и три исправных паровоза. В бою за железнодорожный узел Иван Герасимович был вновь ранен, но не покинул поля боя и продолжил командовать взводом. Участвовал в дальнейших боях по освобождению польских городов Сохачев, Лабишин и Быдгощ. За образцовое выполнение боевых заданий командования на фронте борьбы с немецкими захватчиками и проявленные при этом отвагу и геройство указом Президиума Верховного Совета СССР от 27 февраля 1945 года гвардии лейтенанту Проскурякову Ивану Герасимовичу было присвоено звание Героя Советского Союза.
На заключительном этапе войны И. Г. Проскуряков принимал участие в боях в Померании и Берлинской операции, в составе своего подразделения штурмовал Науэн и Потсдам. Боевой путь Иван Герасимович закончил в Берлине. 24 июня 1945 года в составе сводного полка 1-го Белорусского фронта он участвовал в Параде Победы на Красной площади в Москве. После войны Иван Герасимович продолжал служить в вооружённых силах СССР до 1947 года. В запас уволился в звании гвардии старшего лейтенанта. Вернулся в Омскую область. Работал в милиции в Называевском и Калачинском районных отделах внутренних дел. Затем переехал в Омск, трудился на партийных и профсоюзных должностях в тресте «Омскефтепроводстрой». 28 апреля 2003 года Иван Герасимович скончался. Похоронен на Старо-Северном кладбище города Омска.

## Награды
- Медаль «Золотая Звезда» (27.02.1945);
- орден Ленина (27.02.1945);
- орден Красного Знамени (14.02.1945);
- орден Отечественной войны 1-й степени (11.03.1985)
- орден Красной Звезды (23.06.1944);
- медали, в том числе:
  - медаль «За боевые заслуги» (10.09.1944).

## Память
- Именем Героя Советского Союза И. Г. Проскурякова названы улицы в Омске и посёлке городского типа Любинский Омской области

## Документы
- Общедоступный электронный банк документов «Подвиг Народа в Великой Отечественной войне 1941—1945 гг.» Дата обращения: 29 апреля 2013. Архивировано из оригинала 13 марта 2012 года.

Представление к званию Героя Советского Союза. Дата обращения: 29 апреля 2013. Архивировано 2 мая 2013 года.
Указ Президиума Верховного Совета СССР о присвоении звания Героя Советского Союза. Дата обращения: 29 апреля 2013. Архивировано 2 мая 2013 года.
Орден Красного Знамени (наградной лист и приказ о награждении). Дата обращения: 29 апреля 2013. Архивировано 2 мая 2013 года.
Орден Красной Звезды (наградной лист и приказ о награждении). Дата обращения: 29 апреля 2013. Архивировано 2 мая 2013 года.
Медаль «За боевые заслуги» (наградной лист и приказ о награждении). Дата обращения: 29 апреля 2013. Архивировано 2 мая 2013 года.